# Curly Neal
Pour les articles homonymes, voir Neal.
Frederick Neal, dit Curly Neal (né le 19 mai 1942 à Greensboro et mort en 26 mars 2020 à Houston) est un basketteur américain.
Reconnaissable à son crâne chauve rasé, il a joué avec les Globetrotters de Harlem. Suivant les traces de Marques Haynes, Neal est devenu l'une des vedettes de l'équipe avec un rôle clé dans les spectacles de l'équipe. Entre 1963 et 1985, il dispute ainsi plus de 6 000 matches au point de devenir « l'un des visages les plus connus de la franchise »,,.

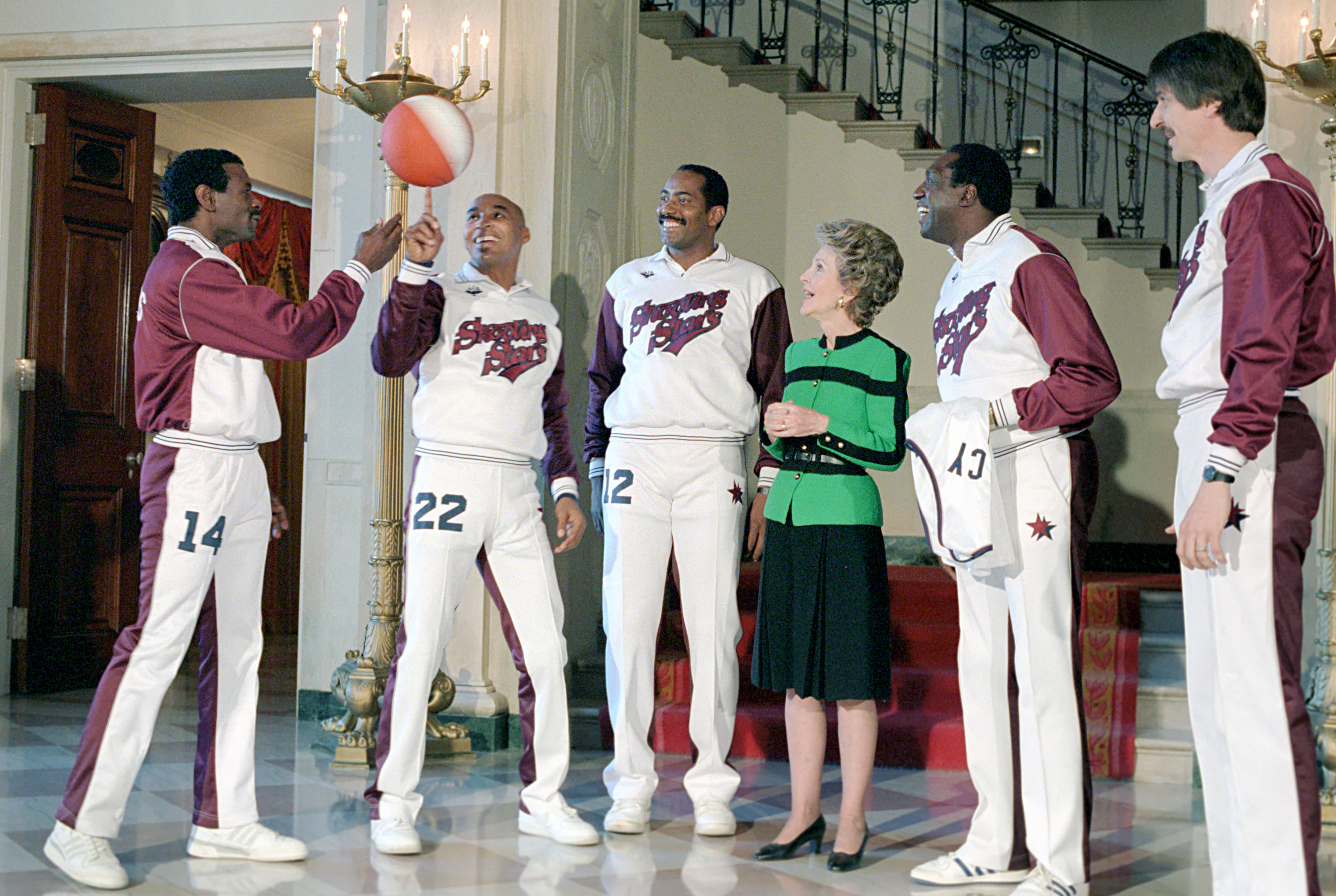
Les Globetrotters de Harlem avec Nancy Reagan lors d'une séance photo. Curly Neal (no 22) y réalise l'un de ses tours.